# Дербина, Вера Евгеньевна
Вера Евгеньевна Дербина — историк, архивист, начальник АУ УМВД Московской области, заведующий отделом комплектования и экспертизы ценности документов ГАУ при СМ СССР, заместитель начальника архивного управления (АУ) УНКВД Московской области, старший преподаватель МГИАИ.

## Биография
Вера Евгеньевна Дербина родилась в 1904 году.
С 1923 года работала в Иркутском губархиве.
В 1927 Дербина окончила историческое отделение Иркутского государственного университета. В этом же году она переехала в Москву.
С 1929 года стала научным сотрудником Московского областного архивного бюро (с 1931 г. Московского областного архивного управления).
В1938-1940 гг. Дербина перешла работать заведующим отделом Исторического архива Московской области, а затем была повышена до должности директора.
С 1938 по 1958 г. являлась старшим преподавателем МГИАИ (Московский государственный историко-архивный институт).
В 1940-1948 гг. работала заместителем начальника архивного управления (АУ) УНКВД Московской области. В годы войны практически возглавила архивы Московской области. Вера Евгеньевна отвечала за сохранность архивных фондов, организовывала работу и быт сотрудников, став заместителем начальника архивного отдела УНКВД Московской области.
В 1944 году была награждена медалью «За оборону Москвы».
С октября 1948 г. по декабрь 1957 г. Дербина трудилась начальником АУ УМВД Московской области.
С декабря 1957 г. по август 1963 г. работала заведующей отделом комплектования и экспертизы ценности документов ГАУ при СМ СССР.
Умерла в 1999 году.

## Награды
За свои достижения была награждена:
- Медаль «За оборону Москвы»
- Орден Красной Звезды
- Медаль «За победу над Германией в Великой Отечественной войне 1941-1945 гг.»
- Медаль «В память 800-летия Москвы»